# 七戸郵便局
七戸郵便局（しちのへゆうびんきょく）は青森県上北郡七戸町にある郵便局である。民営化前の分類では集配特定郵便局であった。局番号は84005。

## 概要
住所：〒039-2599 青森県上北郡七戸町七戸205-3

## 沿革
- 1872年8月4日（明治5年7月1日） - 七戸郵便取扱所として開設[1]。
- 1875年（明治8年）1月1日 - 七戸郵便局（五等）となる。
- 1878年（明治11年）1月2日 - 為替取扱を開始。
- 1879年（明治12年）3月25日 - 貯金取扱を開始。
- 1892年（明治25年）1月1日 - 七戸郵便電信局となる。
- 1903年（明治36年）4月1日 - 通信官署官制の施行に伴い七戸郵便局となる。
- 1962年（昭和37年）6月1日 - 国際電報受付・配達および国内欧文電報受付・配達の各業務を十和田電報電話局に移管[2]。
- 1962年（昭和37年）9月30日 - 電話交換および和文電報配達業務を七戸電報電話局に移管。
- 1963年（昭和38年）8月 - 局舎新築落成。
- 2000年（平成12年）2月15日 - 旧七戸郵便局舎が登録有形文化財として登録される[3]。
- 2007年（平成19年）3月5日 - ゆうゆう窓口（郵便時間外窓口）を廃止し、配達センター局に移行。
- 2007年（平成19年）10月1日 - 民営化に伴い、併設された郵便事業野辺地支店七戸集配センターに一部業務を移管。
- 2012年（平成24年）10月1日 - 日本郵便株式会社発足に伴い、郵便事業野辺地支店七戸集配センターを七戸郵便局に統合。

## 取扱内容
- 郵便、印紙、ゆうパック、内容証明
- 貯金、為替、振替、振込、国際送金、国債
- 生命保険、バイク自賠責保険
- ゆうちょ銀行ATM
- 上北郡七戸町内の一部地域（〒039-25xx）の集配業務

## 周辺
- 七戸町役場七戸庁舎
- 七戸城跡
- 国道4号
- 国道394号

## アクセス
- 十和田観光電鉄バス 七戸中央停留所下車、徒歩約1分
- 駐車場あり：6台